# 령리한 너구리
령리한 너구리(표준어: 영리한 너구리, 영어: Clever Raccoon Dog)는 조선민주주의인민공화국의 아동영화로 1987년부터 2013년까지 총 63부작이 조선중앙텔레비죤에서 방영되었고 2021년부터 새로운 연부작이 발표되어 방영되고 있다.

## 주요 등장인물
- 너구리
- 곰
- 야웅이

## 에피소드 목록

령리한 너구리의 에피소드 중

- 에피소드 목록은 문화어를 기준으로 표기되었다.
- 영어 제목은 VHS 표지 번역 혹은 에피소드가 시작할 때 등장하는 에피소드 제목의 영어 번역을 표기한 것이며, 영어 번역이 존재하지 않을 시 표기하지 않았다.

| 화 | 제목 (타이틀)          | 영어 타이틀                                           | 영화 문학              | 지휘                   | 책임미술               | 촬영   | 작곡   |
| -- | ---------------------- | ----------------------------------------------------- | ---------------------- | ---------------------- | ---------------------- | ------ | ------ |
| 1  | 스키경기               | Sking Match                                           | 김광성                 | 김광성                 | 김용찬                 | 강태영 | 김명희 |
| 2  | 높이재기               | Measurement of Height                                 | 김용권                 | 림홍은, 장조일         | 인영욱                 | 리영호 | 김명희 |
| 3  | 바람개비               | Pinwheel                                              | 김광성                 | 김광성, 장조일         | 장영환                 | 강태영 | 김명희 |
| 4  | 후보선수               | Substitnte Player                                     | 정성희                 | 손종권, 장조일         | 김영철                 | 고병화 | 김명희 |
| 5  | 불을 일으킨 얼음       | With the help of ice                                  | 김관선                 | 김관선, 장조일         | 김관선                 | 리영호 | 백인선 |
| 6  | 장애물경기             | An obstacle race                                      | 김광성                 | 김광성, 장조일         | 정정희                 | 리영훈 | 김명희 |
| 7  | 순회우승금컵           | The circular championship gold cup                    | 김용권                 | 김용찬, 장조일         | 김택전                 | 한봉기 | 김명희 |
| 8  | 지름길                 | A short cut                                           | 김유경                 | 김광성, 장조일         | 정정희                 | 김길남 | 김명희 |
| 9  | 축구경기하는 날        | The day of football game                              | 박태술                 | 김용찬, 장조일         | 김택전                 | 강태영 | 김명희 |
| 10 | 쫓겨간 호랑이          | The tiger takes to flight                             | 김태홍                 | 김관선, 홍승학         | 김관선                 | 리영호 | 백인선 |
| 11 | 너구리가 준 시계       | Raccoon Dog gives a watch                             | 리광영                 | 김용찬, 장조일         | 오순남                 | 김길남 | 김명희 |
| 12 | 잘못 안 시간           | Mistaken Time                                         | 차계옥                 | 김관선, 장조일         | 오광성                 | 강태영 | 김명희 |
| 13 | 부정선수               | Foul player                                           | 황석환                 | 김순희, 장조일         | 오순남                 | 리영호 | 김명희 |
| 14 | 응당한 봉변            | The deserved humiliation                              | 김관선                 | 김용찬, 장조일         | 오광성                 | 김길남 | 김명희 |
| 15 | 결승전                 | The Finals                                            | 김용찬                 | 김용찬, 장조일         | 리주일                 | 강태영 | 김명희 |
| 16 | 야구경기               | Baseball Game                                         | 리인                   | 리인, 장조일           | 오광성                 | 리영호 | 김명희 |
| 17 | 휘거경기               | Figure-skating game                                   | 김광성                 | 김광성, 장조일         | 정정희                 | 김길남 | 김명희 |
| 18 | 랭동차안에서           | In a refrigerator car                                 | 김광성                 | 김광성, 장조일         | 김인선                 | 강태영 | 김명희 |
| 19 | 너구리와 거부기        | Raccoon Dog and Turtle                                | 김용권                 | 김광성, 장조일         | 오광성                 | 한영철 | 김명희 |
| 20 | 새집들이 하는 날       | The day moving into a new house                       | 김용권                 | 강영환, 장조일         | 김인선                 | 리영호 | 김명희 |
| 21 | 마라손선수             | Marathoner                                            | 김준옥                 | 김준옥, 장조일         | 김준옥                 | 김길남 | 김명희 |
| 22 | 위험한 장난            | Dangerous game                                        | 김관선                 | 김관선, 장조일         | 로민                   | 강태영 | 김명희 |
| 23 | 바다에서 일어난 소동   | Fuss on the sea                                       | 김관선                 | 김관선, 장조일         | 오광성                 | 조광철 | 김명희 |
| 24 | 야웅이 생일선물        | Birthday gift of Cat                                  | 김태홍                 | 김용찬, 홍승학         | 오순남, 남원           | 리영호 | 김명희 |
| 25 | 무차별급 권투경기      | Boxing bout (in class without weight distinction)     | 김태모                 | 김용찬, 홍승학         | 오순남, 리주일         | 김길남 | 김명희 |
| 26 | 불을 끈 너구리         | Raccoon Dog puts out a flre                           | 최태형                 | 장철수, 홍승학         | 리영일                 | 한봉기 | 김명희 |
| 27 | 유희장에서             | At an amusement park                                  | 장철수, 방순용         | 장철수, 박미선         | 김유성, 김경호         | 리영호 | 김명희 |
| 28 | 우주려행길에서         | At a way of journeying universe                       | 김관선                 | 김관선, 박미선         | 김유성, 김경호         | 리영호 | 김명희 |
| 29 | 다시 찾은 황금컵       | A gold cup discovered again                           | 김준옥                 | 김준옥, 박미선         | 김찬규, 장영철         | 김길남 | 김명희 |
| 30 | 너구리의 빈 화분       | Raccoon Dog's empty flowerpot                         | 김준옥                 | 김준옥, 박미선         | 백학, 리영일           | 강태영 | 김명희 |
| 31 | 하늘에서의 봉변        | A humiliation at the sky                              | 로순희                 | 장철수, 박미선         | 김상익, 김룡혁         | 리영훈 | 김명희 |
| 32 | 노없는 배로            | With a boat but no paddles                            | 리종순                 | 손종권, 박미선         | 장영철, 문성           | 한봉기 | 김명희 |
| 33 | 그림자탓일가?          | Is shadow to blame for it?                            | 김관선                 | 김관선, 박미선         | 김유성, 정현철         | 리영호 | 김명희 |
| 34 | 물놀이장에서           | At a wading pool                                      | 림창규                 | 장철수, 장조일         | 최일찬, 백연희         | 김제훙 | 백인선 |
| 35 | 열대림에서 있은일      | An event happened in a tropical forest                | 권명선                 | 김관선, 장조일         | 정현철, 김유성         | 강태영 | 백인선 |
| 36 | 위험표식               | Danger Indicator                                      | 장철수                 | 장철수, 장조일         | 김인선, 최일찬         | 리영호 | 백인선 |
| 37 | 곰의 그림숙제          | Bear's Picture Homework                               | 김준옥                 | 김준옥, 김철의         | 리영일, 장영철         | 김길남 | 백인선 |
| 38 | 욕심많은 곰            | Greedy Bear                                           | 오수남                 | 장철수, 김철의         | 김광혁                 | 리영훈 | 백인선 |
| 39 | 남극에서 온 펭긴선수   | Penguin, an ice-skating player from the Antarctic     | 김주신                 | 김용찬, 김철의         | 오순남, 손영삼         | 한봉기 | 백인선 |
| 40 | 누구의 발자국일가?     | Whose footprint is it?                                | 장철수                 | 장철수, 박미선         | 김광혁, 김덕영         | 김제훙 | 백인선 |
| 41 | 너구리의 과일농사      | Racoon Dog grows fruit                                | 김준옥                 | 김광혁, 장명일         | 윤주성, 백학           | 강태영 | 백인선 |
| 42 | 힘을 겨루는 경기       | Strength Contest                                      | 김준옥                 | 로민                   | 안춘동, 오성남         | 리영호 | 백인선 |
| 43 | 없어진 어항의 물       | A fish globe drained                                  | 김관선                 | 김관선, 박미선         | 오광성                 | 리영훈 | 백인선 |
| 44 | 물스키경기 하는 날     | The Day of Water Ski Meet                             | 장명희                 | 김관선, 홍승학         | 홍종철, 손철오         | 김길남 | 김영성 |
| 45 | 너구리가 감춘 남비     | A Pan Hidden by Raccoon Dog                           | 윤현희                 | 장철수, 장명일         | 장영철, 류세종         | 김설남 | 백인선 |
| 46 | 언사과                 | Ice cold apples                                       | 김준옥, 신철균         | 김준옥, 김산동         | 백학, 조광철           | 한봉기 | 윤정호 |
| 47 | 렬차안에서             | In the subway                                         | 리정화                 | 김광성, 리석훈, 정일영 | 리동철, 김광협         | 리영훈 | 백인선 |
| 48 | 꿀단지에 비낀 두 모습  | Two images reflected in a honey jar                   | 방순용                 | 김준옥, 손철오, 정일영 | 오성철, 김철웅         | 김순호 | 백인선 |
| 49 | 바다가에서 있은 일     | An event happened in the sea                          | 김수화                 | 김준옥, 박광현, 정일영 | 문창일, 김웅호         | 김길남 | 백인선 |
| 50 | 야웅이가 받은 꽃다발   | Cat receives a bouquet                                | 김준옥, 김수화         | 박경수, 정일영         | 류세종, 리영일         | 남경수 | 백인선 |
| 51 | 열대섬동산에서 있은 일 | An event happened on the hillock of a tropical island | 최인성                 | 김용찬, 로민, 정일영   | 류세종, 문창일         | 김제훙 | 백인선 |
| 52 | 너구리가 만든 잠망경   | Raccoon Dog makes a periscope                         | 김준옥, 엄순희         | 오신혁, 함춘일, 정일영 | 김인철, 한철           | 김순호 | 정병철 |
| 53 | 힘겨루기 날에 있은 일  | On the Day of Tug-of-War Game                         | 김용찬                 | 윤영길, 김산동         | 홍영남, 박승구         |        | 김명희 |
| 54 | 다시 날린 전파         | A re-transmitted radio wave                           | 김현철                 | 오신혁, 윤영길, 리정두 | 홍영남, 장남파         |        | 백인선 |
| 55 | 너구리가 가져온 물     | Raccoon Dog brings a water                            | 황두만                 | 오신혁, 허상혁         | 홍영남, 한철           |        | 백인선 |
| 56 | 너구리가 올린 돛       | Raccoon Dog hoists a sail                             | 최인성                 | 계훈, 려명기           | 리성진, 최유일, 조정철 |        | 백인선 |
| 57 | 새 려객선에서          | On the new passenger ship                             | 손강호(군중문학통신원) | 김용찬, 리철, 려명기   | 김원일, 조정철         |        | 백인선 |
| 58 | 흰눈동산에서           | On the hillock covered with white snow                | 허은경                 | 김혁철, 장명일         | 김성준                 |        | 김명희 |
| 59 | 수림산에서 있은 일     | An event happened on Mt.Surim                         | 리영춘                 | 계훈, 려명기           | 홍영남                 |        | 김명희 |
| 60 | 은빛행성에서           | In a silver planet                                    | 윤철진                 | 김혁철, 려명기         |                        |        | 김명희 |
| 61 | 너구리가 만든 안경     | Raccoon Dog makes a glasses                           | 김화성                 | 오신혁, 리병의         |                        |        | 김명희 |
| 62 | 누구의 작간일가        | Whose trick is it                                     | 최태형                 | 오신혁, 려명기         |                        |        | 김명희 |
| 63 | 못가에서 있은 일       | An event happened around a pool                       | 송춘옥(군중문학통신원) | 김성준, 장명일         |                        |        | 김명희 |